# イギリス貴族嫡男の儀礼称号の一覧
イギリス貴族の儀礼称号の一覧は、イングランド貴族、スコットランド貴族、グレートブリテン貴族、アイルランド貴族及び連合王国貴族に属する伯爵以上の家系の男子が用いる儀礼称号を列挙したものである。
本表の『*』は、存命する爵位の法定推定相続人によって、現在使用されている儀礼称号を示す。

## 公爵家
| 当主                     | 嫡子                          | 嫡孫                   | 嫡曾孫                     | 区分①                | 区分②    |
| ------------------------ | ----------------------------- | ---------------------- | -------------------------- | -------------------- | -------- |
| ノーフォーク公爵         | アランデル伯爵                | マルトレイヴァース男爵 |                            | イングランド貴族     | 臣民爵位 |
| サマセット公爵           | シーモア男爵*                 | [ 1 ]                  |                            | イングランド貴族     | 臣民爵位 |
| リッチモンド公爵         | マーチ＝キンラーラ伯爵        | セトリントン卿         | [ 2 ]                      | イングランド貴族     | 臣民爵位 |
| グラフトン公爵           | ユーストン伯爵*               | イプスウィッチ子爵     | [ 3 ]                      | イングランド貴族     | 臣民爵位 |
| ボーフォート公爵         | ウスター侯爵*                 | グラモーガン伯爵       | グロモント子爵             | イングランド貴族     | 臣民爵位 |
| セント・オールバンズ公爵 | バーフォード伯爵*             | ヴィアー男爵*          |                            | イングランド貴族     | 臣民爵位 |
| ベッドフォード公爵       | タヴィストック侯爵*           | ホーランド男爵         | [ 4 ]                      | イングランド貴族     | 臣民爵位 |
| デヴォンシャー公爵       | ハーティントン侯爵            | バーリントン伯爵*      | キャヴェンディッシュ男爵*  | イングランド貴族     | 臣民爵位 |
| マールバラ公爵           | ブランドフォード侯爵*         | サンダーランド伯爵     | チャーチル男爵             | イングランド貴族     | 臣民爵位 |
| ラトランド公爵           | グランビー侯爵*               | ハッドン男爵           |                            | イングランド貴族     | 臣民爵位 |
| ハミルトン公爵           | ダグラス＝クライズデール侯爵* | アンガス伯爵           | アバーネシー卿             | スコットランド貴族   | 臣民爵位 |
| バクルー公爵             | ダルキース伯爵*               | エスクデイル卿         |                            | スコットランド貴族   | 臣民爵位 |
| アーガイル公爵           | ローン侯爵*                   | キャンベル伯爵         | ロッホー子爵               | スコットランド貴族   | 臣民爵位 |
| アソル公爵               | タリバーディン侯爵*           | ストラステイ伯爵       | バルキダー子爵             | スコットランド貴族   | 臣民爵位 |
| モントローズ公爵         | グレアム侯爵*                 | キンカーディン伯爵     | ダンダフ子爵               | スコットランド貴族   | 臣民爵位 |
| ロクスバラ公爵           | ボーモント＝セスフォード侯爵  | ケルソー伯爵           | ブロックスマス子爵         | スコットランド貴族   | 臣民爵位 |
| マンチェスター公爵       | マンデヴィル子爵              | キンボルトン男爵       |                            | グレートブリテン貴族 | 臣民爵位 |
| ノーサンバーランド公爵   | パーシー伯爵*                 | ロヴェイン男爵         |                            | グレートブリテン貴族 | 臣民爵位 |
| リンスター公爵           | キルデア侯爵                  | オファリー伯爵         | リンスター子爵             | アイルランド貴族     | 臣民爵位 |
| ウェリントン公爵         | ドゥロ侯爵                    | モーニントン伯爵*      | ウェルズリー子爵*          | 連合王国貴族         | 臣民爵位 |
| サザランド公爵           | スタッフォード侯爵*           | ゴア伯爵               | トレンサム子爵             | 連合王国貴族         | 臣民爵位 |
| アバコーン公爵           | ハミルトン侯爵*               | ストラバン子爵*        |                            | アイルランド貴族     | 臣民爵位 |
| ウェストミンスター公爵   | グロヴナー伯爵                | ベルグレイヴ子爵       |                            | 連合王国貴族         | 臣民爵位 |
| ファイフ公爵             | サウセスク伯爵*               | カーネギー卿           | マスター・オブ・カーネギー | 連合王国貴族         | 臣民爵位 |
| グロスター公爵           | アルスター伯爵*               | カロデン男爵*          |                            | 連合王国貴族         | 王族爵位 |
| ケント公爵               | セント・アンドリューズ伯爵*   | ダウンパトリック男爵*  |                            | 連合王国貴族         | 王族爵位 |
| エディンバラ公爵         | メリオネス伯爵                | グリニッジ男爵         |                            | 連合王国貴族         | 王族爵位 |
| ヨーク公爵               | インヴァネス伯爵              | キリレイ男爵           |                            | 連合王国貴族         | 王族爵位 |
| ケンブリッジ公爵         | ストラサーン伯爵              | キャリクファーガス男爵 |                            | 連合王国貴族         | 王族爵位 |
| サセックス公爵           | ダンバートン伯爵              | キルキール男爵         |                            | 連合王国貴族         | 王族爵位 |

## 侯爵家
| 当主                       | 嫡子                         | 嫡孫                                       | 区分                 |
| -------------------------- | ---------------------------- | ------------------------------------------ | -------------------- |
| ウィンチェスター侯爵       | ウィルトシャー伯爵*          | セント・ジョン男爵*                        | イングランド貴族     |
| ハントリー侯爵             | アボイン伯爵*                | ストラスエイヴォン卿*                      | スコットランド貴族   |
| クイーンズベリー侯爵       | ドラムランリグ子爵*          |                                            | スコットランド貴族   |
| ツィードデール侯爵         | ギフォード伯爵               | ウォルデン子爵                             | スコットランド貴族   |
| ロジアン侯爵               | アンクラム伯爵               | ニューバトル卿                             | スコットランド貴族   |
| ランズダウン侯爵           | ケリー伯爵*/シェルバーン伯爵 | カーン＝カルストン子爵* クランモーリス子爵 | グレートブリテン貴族 |
| タウンゼンド侯爵           | レイナム子爵*                |                                            | グレートブリテン貴族 |
| ソールズベリー侯爵         | クランボーン子爵*            | [ 7 ]                                      | グレートブリテン貴族 |
| バース侯爵                 | ウェイマス子爵*              |                                            | グレートブリテン貴族 |
| ハートフォード侯爵         | ヤーマス伯爵*                | ビーチャム子爵                             | グレートブリテン貴族 |
| ビュート侯爵               | ダンフリーズ伯爵*            | マウントジョイ子爵                         | グレートブリテン貴族 |
| ウォーターフォード侯爵     | ティロン伯爵*                | ラ・プア男爵                               | アイルランド貴族     |
| ダウンシャー侯爵           | ヒルズバラ伯爵*              | キルワーリン子爵                           | アイルランド貴族     |
| ドニゴール侯爵             | ベルファスト伯爵*            | チチェスター子爵                           | アイルランド貴族     |
| ヘッドフォート侯爵         | ベクティブ伯爵*              | ケンリス男爵                               | アイルランド貴族     |
| スライゴ侯爵               | オルタモント伯爵*            | ウェストポート子爵                         | アイルランド貴族     |
| イーリー侯爵               | ロフタス子爵                 |                                            | アイルランド貴族     |
| エクセター侯爵             | バーリー男爵*                |                                            | 連合王国貴族         |
| ノーサンプトン侯爵         | コンプトン伯爵*              | ウィルミントン男爵                         | 連合王国貴族         |
| カムデン侯爵               | ブレックノック伯爵*          | ベイハム子爵                               | 連合王国貴族         |
| アングルシー侯爵           | アクスブリッジ伯爵*          | パジェット男爵                             | 連合王国貴族         |
| チャムリー侯爵             | ロックサヴェージ伯爵*        | マルパス子爵                               | 連合王国貴族         |
| ロンドンデリー侯爵         | カスルリー子爵               | ステュワート男爵                           | 連合王国貴族         |
| カニンガム侯爵             | マウントチャールズ伯爵*      | スレーン子爵*                              | 連合王国貴族         |
| アイルズベリー侯爵         | カーディガン伯爵*            | セイヴァーネイク子爵*                      | 連合王国貴族         |
| ブリストル侯爵             | ジャーミン伯爵               | ハーヴィー男爵                             | 連合王国貴族         |
| エイルザ侯爵               | カセルス伯爵*                | ケネディ卿                                 | 連合王国貴族         |
| ノーマンビー侯爵           | マルグレイヴ伯爵*            | フィップス男爵                             | 連合王国貴族         |
| アバーガヴェニー侯爵       | ルイス伯爵                   | ネヴィル子爵                               | 連合王国貴族         |
| ゼットランド侯爵           | ロナルドゼー伯爵*            | ダンダス男爵                               | 連合王国貴族         |
| リンリスゴー侯爵           | ホープトン伯爵*              | エイザリー子爵*                            | 連合王国貴族         |
| アバディーン＝テメイア侯爵 | ハッドー伯爵*                | フォーマーティン子爵                       | 連合王国貴族         |
| ミルフォード＝ヘイヴン侯爵 | メディナ伯爵*                | オルダ―ニー子爵                            | 連合王国貴族         |
| レディング侯爵             | アーリー子爵*                |                                            | 連合王国貴族         |

## 伯爵家
| 当主                                    | 嫡子                                 | 嫡孫                                | 区分                                |
| --------------------------------------- | ------------------------------------ | ----------------------------------- | ----------------------------------- |
| シュルーズベリー伯爵 / タルボット伯爵   | インガスター子爵*                    |                                     | イングランド貴族                    |
| ダービー伯爵                            | スタンリー男爵*                      |                                     | イングランド貴族                    |
| ハンティンドン伯爵                      | ヘイスティングズ子爵                 |                                     | イングランド貴族                    |
| ペンブルック伯爵 / モントゴメリー伯爵   | ハーバート男爵*                      |                                     | イングランド貴族                    |
| デヴォン伯爵                            | コートネイ男爵*                      |                                     | イングランド貴族                    |
| リンカーン伯爵                          | ファインズ男爵                       |                                     | イングランド貴族                    |
| サフォーク伯爵                          | アンドーヴァー子爵*                  |                                     | イングランド貴族                    |
| デンビー伯爵/ デズモンド伯爵            | フィールディング子爵*                |                                     | イングランド貴族                    |
| ウェストモーランド伯爵                  | バーガーシュ男爵                     |                                     | イングランド貴族                    |
| リンジー伯爵 / アビンドン伯爵           | ノリス男爵*                          |                                     | イングランド貴族                    |
| ウィンチルシー伯爵 / ノッティンガム伯爵 | メイドストーン子爵*                  |                                     | イングランド貴族                    |
| サンドウィッチ伯爵                      | ヒンチングブルック子爵*              |                                     | イングランド貴族                    |
| エセックス伯爵                          | モールデン子爵                       |                                     | イングランド貴族                    |
| カーライル伯爵                          | モーパス子爵                         |                                     | イングランド貴族                    |
| シャフツベリー伯爵                      | アシュリー男爵*                      |                                     | イングランド貴族                    |
| ポートランド伯爵                        | ウッドストック子爵*                  |                                     | イングランド貴族                    |
| スカーバラ伯爵                          | ラムリー子爵                         |                                     | イングランド貴族                    |
| アルベマール伯爵                        | ベリー子爵*                          |                                     | イングランド貴族                    |
| コヴェントリー伯爵                      | ディアハースト子爵                   |                                     | イングランド貴族                    |
| ジャージー伯爵                          | ヴィリアーズ子爵* グランディソン子爵 |                                     | イングランド貴族                    |
| クロフォード伯爵 / バルカレス伯爵       | ベルニール卿*                        | マスター・オブ・リンジー*           | スコットランド貴族                  |
| エロル伯爵                              | ヘイ卿*                              |                                     | スコットランド貴族                  |
| サザーランド伯爵                        | ストラスネイヴァー卿*                | マスター・オブ・ストラスネイヴァー  | スコットランド貴族                  |
| マー伯爵                                | ゲーリッホ卿                         |                                     | スコットランド貴族                  |
| ロシズ伯爵                              | レズリー卿                           |                                     | スコットランド貴族                  |
| モートン伯爵                            | アバーダー卿*                        | マスター・オブ・アバーダー          | スコットランド貴族                  |
| バカン伯爵                              | カードロス卿*                        | マスター・オブ・カードロス*         | スコットランド貴族                  |
| エグリントン伯爵/ ウィントン伯爵        | モンゴメリー卿*                      | マスター・オブ・モンゴメリー*       | スコットランド貴族                  |
| ケイスネス伯爵                          | ベリーデイル卿*                      |                                     | スコットランド貴族                  |
| マー伯爵 / ケリー伯爵                   | フェントン子爵                       |                                     | スコットランド貴族                  |
| マリ伯爵                                | ドゥーン卿*                          |                                     | スコットランド貴族                  |
| ヒューム伯爵                            | ダングラス卿*                        |                                     | スコットランド貴族                  |
| パース伯爵                              | ストラサラン子爵*                    |                                     | スコットランド貴族                  |
| ストラスモア＝キングホーン伯爵          | グラームス卿                         | マスター・オブ・グラームス          | スコットランド貴族                  |
| ハディントン伯爵                        | ビニング卿                           |                                     | スコットランド貴族                  |
| ギャロウェイ伯爵                        | ガーリーズ卿*                        |                                     | スコットランド貴族                  |
| ローダーデール伯爵                      | メイトランド子爵*                    |                                     | スコットランド貴族                  |
| リンジー伯爵                            | ガーノック子爵*                      |                                     | スコットランド貴族                  |
| ラウドン伯爵                            | モホリン卿                           |                                     | スコットランド貴族                  |
| キノール伯爵                            | ダップリン子爵*                      |                                     | スコットランド貴族                  |
| エルギン伯爵 / キンカーディン伯爵       | ブルース卿*                          | マスター・オブ・ブルース*           | スコットランド貴族                  |
| ウィームズ伯爵 / マーチ伯爵             | エルホー卿 ニードパス卿*             |                                     | スコットランド貴族                  |
| ダルハウジー伯爵                        | ラムジー卿*                          |                                     | スコットランド貴族                  |
| エアリー伯爵                            | オグリヴィ卿*                        | マスター・オブ・オグリヴィ*         | スコットランド貴族                  |
| リーブン伯爵 / メルヴィル伯爵           | バルゴニー卿                         |                                     | スコットランド貴族                  |
| ディザート伯爵                          | ハンティングタワー卿*                | マスター・オブ・ハンティングタワー* | スコットランド貴族                  |
| セルカーク伯爵                          | ディア卿*                            |                                     | スコットランド貴族                  |
| ノーセスク伯爵                          | ローズヒル卿                         |                                     | スコットランド貴族                  |
| ダンディー伯爵                          | スクリムジョア卿                     |                                     | スコットランド貴族                  |
| ニューバラ伯爵                          | キネアード子爵                       |                                     | スコットランド貴族                  |
| アナンデール＝ハートフェル伯爵          | ジョンストン卿*                      | マスター・オブ・ジョンストン*       | スコットランド貴族                  |
| ダンドナルド伯爵                        | コクラン卿*                          |                                     | スコットランド貴族                  |
| キントーア伯爵                          | インヴァラリー卿*                    |                                     | スコットランド貴族                  |
| ダンモア伯爵                            | フィンキャッスル子爵                 |                                     | スコットランド貴族                  |
| オークニー伯爵                          | カークウォール子爵*                  |                                     | スコットランド貴族                  |
| シーフィールド伯爵                      | レイドヘイヴン子爵*                  |                                     | スコットランド貴族                  |
| ステア伯爵                              | ダーリンプル子爵*                    |                                     | スコットランド貴族                  |
| ローズベリー伯爵                        | プリムローズ卿 ダルメニー卿*         | マスター・オブ・ダルメニー*         | スコットランド貴族                  |
| グラスゴー伯爵                          | ケルバーン子爵*                      |                                     | スコットランド貴族                  |
| フェラーズ伯爵                          | タムワース子爵*                      |                                     | グレートブリテン貴族                |
| ダートマス伯爵                          | ルイシャム子爵                       |                                     | グレートブリテン貴族                |
| タンカーヴィル伯爵                      | オソルストン男爵                     |                                     | グレートブリテン貴族                |
| アイルズフォード伯爵                    | ガーンジー男爵*                      |                                     | グレートブリテン貴族                |
| マクルズフィールド伯爵                  | パーカー子爵                         |                                     | グレートブリテン貴族                |
| ウォルドグレイブ伯爵                    | チュートン子爵*                      |                                     | グレートブリテン貴族                |
| ハリントン伯爵                          | ピーターシャム子爵*                  |                                     | グレートブリテン貴族                |
| ポーツマス伯爵                          | リミントン子爵*                      |                                     | グレートブリテン貴族                |
| ウォリック伯爵                          | ブルック男爵*                        |                                     | グレートブリテン貴族                |
| バッキンガムシャー伯爵                  | ホバート男爵                         |                                     | グレートブリテン貴族                |
| ギルフォード伯爵                        | ノース男爵*                          |                                     | グレートブリテン貴族                |
| ハードウィック伯爵                      | ロイストン子爵*                      |                                     | グレートブリテン貴族                |
| イルチェスター伯爵                      | ステイヴァーデール男爵*              |                                     | グレートブリテン貴族                |
| デラウェア伯爵                          | バックハースト男爵*                  |                                     | グレートブリテン貴族                |
| ラドナー伯爵                            | フォークストン子爵*                  |                                     | グレートブリテン貴族                |
| スペンサー伯爵                          | オールトラップ子爵*                  |                                     | グレートブリテン貴族                |
| バサースト伯爵                          | アプスリー男爵*                      |                                     | グレートブリテン貴族                |
| クラレンドン伯爵                        | ハイド男爵*                          |                                     | グレートブリテン貴族                |
| マンスフィールド伯爵                    | ストーモント子爵*                    | マスター・オブ・ストーモント        | グレートブリテン貴族                |
| マウント・エッジカム伯爵                | ヴェイルトート子爵                   |                                     | グレートブリテン貴族                |
| フォーテスキュー伯爵                    | エブリントン子爵                     |                                     | グレートブリテン貴族                |
| カーナヴォン伯爵                        | ポーチェスター男爵*                  |                                     | グレートブリテン貴族                |
| カドガン伯爵                            | チェルシー子爵*                      |                                     | グレートブリテン貴族                |
| マームズベリー伯爵                      | フィッツハリス子爵*                  |                                     | グレートブリテン貴族                |
| コーク伯爵 / オーラリー伯爵             | ダンガーヴァン子爵*                  |                                     | アイルランド貴族                    |
| ウェストミーズ伯爵                      | デルヴィン男爵*                      |                                     | アイルランド貴族                    |
| ミーズ伯爵                              | アーディー男爵*                      |                                     | アイルランド貴族                    |
| ドロヘダ伯爵                            | ムーア子爵*                          |                                     | アイルランド貴族                    |
| グラナード伯爵                          | フォーブス子爵*                      |                                     | アイルランド貴族                    |
| ダーンリー伯爵                          | クリフトン男爵*                      |                                     | アイルランド貴族                    |
| ベスバラ伯爵                            | ダンキャノン子爵*                    |                                     | アイルランド貴族                    |
| キャリック伯爵                          | アイケリン子爵*                      |                                     | アイルランド貴族                    |
| シャノン伯爵                            | ボイル子爵                           |                                     | アイルランド貴族                    |
| アラン伯爵                              | サドリー子爵                         |                                     | アイルランド貴族                    |
| コータウン伯爵                          | ストップフォード子爵*                |                                     | アイルランド貴族                    |
| メクスバラ伯爵                          | ポリントン子爵*                      |                                     | アイルランド貴族                    |
| ウィンタートン伯爵                      | ターナー子爵                         |                                     | アイルランド貴族                    |
| キングストン伯爵                        | キングスバラ子爵*                    |                                     | アイルランド貴族                    |
| ローデン伯爵                            | ジョスリン子爵*                      |                                     | アイルランド貴族                    |
| リズバーン伯爵                          | ヴォーアン子爵                       |                                     | アイルランド貴族                    |
| クランウィリアム伯爵                    | ギルフォード男爵*                    |                                     | アイルランド貴族                    |
| アントリム伯爵                          | ダンルース子爵*                      |                                     | アイルランド貴族                    |
| ロングフォード伯爵                      | シルチェスター男爵*                  |                                     | アイルランド貴族                    |
| ポータリントン伯爵                      | カーロー子爵*                        |                                     | アイルランド貴族                    |
| メイヨー伯爵                            | ネイス男爵*                          |                                     | アイルランド貴族                    |
| アンズリー伯爵                          | グレローリー子爵*                    |                                     | アイルランド貴族                    |
| エニスキレン伯爵                        | コール子爵                           |                                     | アイルランド貴族                    |
| アーン伯爵                              | クライトン子爵                       |                                     | アイルランド貴族                    |
| ルーカン伯爵                            | ビンガム男爵                         |                                     | アイルランド貴族                    |
| ベルモア伯爵                            | コリー子爵*                          |                                     | アイルランド貴族                    |
| キャッスル・ステュワート伯爵            | ステュワート子爵*                    |                                     | アイルランド貴族                    |
| ドナウモア伯爵                          | シュアデール子爵*                    |                                     | アイルランド貴族                    |
| カリドン伯爵                            | アレクサンダー子爵*                  |                                     | アイルランド貴族                    |
| ロスリン伯爵                            | ラフバラ男爵*                        |                                     | 以下、特記のない限りは 連合王国貴族 |
| クレイブン伯爵                          | アフィントン子爵                     |                                     | 以下、特記のない限りは 連合王国貴族 |
| オンズロー伯爵                          | クランリー子爵                       |                                     | 以下、特記のない限りは 連合王国貴族 |
| ロムニー伯爵                            | マーシャム子爵*                      |                                     | 以下、特記のない限りは 連合王国貴族 |
| チチェスター伯爵                        | ぺラム男爵                           |                                     | 以下、特記のない限りは 連合王国貴族 |
| ウィルトン伯爵                          | グレイ・ド・ウィルトン子爵*          |                                     | 以下、特記のない限りは 連合王国貴族 |
| リムリック伯爵                          | グレントワース子爵*                  |                                     | アイルランド貴族                    |
| クランカーティ伯爵                      | ダンロ子爵                           |                                     | アイルランド貴族                    |
| ポウィス伯爵                            | クライヴ子爵*                        |                                     |                                     |
| ネルソン伯爵                            | マートン子爵*                        |                                     |                                     |
| ゴスフォード伯爵                        | アチソン子爵                         |                                     | アイルランド貴族                    |
| ロス伯爵                                | オクスマンタウン男爵*                |                                     | アイルランド貴族                    |
| ノーマントン伯爵                        | サマトン子爵*                        |                                     | アイルランド貴族                    |
| グレイ伯爵                              | ホーウィック子爵*                    |                                     |                                     |
| ロンズデール伯爵                        | ラウザー子爵                         |                                     |                                     |
| ハロービー伯爵                          | サンドン子爵*                        |                                     |                                     |
| ハーウッド伯爵                          | ラッセルズ子爵*                      |                                     |                                     |
| ミントー伯爵                            | メルガンド子爵*                      |                                     |                                     |
| カスカート伯爵                          | グリーノック男爵*                    |                                     |                                     |
| ヴェルラム伯爵                          | グリムストン子爵*                    |                                     |                                     |
| セント・ジャーマンズ伯爵                | エリオット男爵                       |                                     |                                     |
| モーリー伯爵                            | ボリンドン子爵                       |                                     |                                     |
| ブラッドフォード伯爵                    | ニューポート子爵*                    |                                     |                                     |
| エルドン伯爵                            | エンカム子爵*                        |                                     |                                     |
| ハウ伯爵                                | カーゾン子爵*                        |                                     |                                     |
| ストラドブローク伯爵                    | ダニッチ子爵*                        |                                     |                                     |
| ストーのテンプル伯爵                    | ラントン卿                           |                                     |                                     |
| キルモリー伯爵                          | ニューリー＝モーン子爵*              |                                     | アイルランド貴族                    |
| リストーエル伯爵                        | エニスモア子爵                       |                                     | アイルランド貴族                    |
| ノーベリー伯爵                          | グランディン子爵                     |                                     | アイルランド貴族                    |
| コーダー伯爵                            | エムリン子爵*                        |                                     |                                     |
| ランファーリー伯爵                      | ノースランド子爵*                    |                                     | アイルランド貴族                    |
| リッチフィールド伯爵                    | アンソン子爵*                        |                                     |                                     |
| ダラム伯爵                              | ラムトン子爵*                        |                                     |                                     |
| グランヴィル伯爵                        | ルーソン男爵*                        |                                     |                                     |
| エフィンガム伯爵                        | エフィンガムのハワード男爵*          |                                     |                                     |
| デュシー伯爵                            | モートン男爵*                        |                                     |                                     |
| ヤーバラ伯爵                            | ウォーズリー男爵*                    |                                     |                                     |
| レスター伯爵                            | クック子爵*                          |                                     |                                     |
| ゲインズバラ伯爵                        | カムデン子爵*                        |                                     |                                     |
| ストラフォード伯爵                      | エンフィールド子爵*                  |                                     |                                     |
| コッテナム伯爵                          | クローハースト子爵                   |                                     |                                     |
| カウリー伯爵                            | ダンガン子爵*                        |                                     |                                     |
| ダドリー伯爵                            | エドナム子爵                         |                                     |                                     |
| ラッセル伯爵                            | アンバーリー子爵                     |                                     |                                     |
| クロマーティ伯爵                        | ターバット子爵*                      |                                     |                                     |
| キンバリー伯爵                          | ウッドハウス男爵*                    |                                     |                                     |
| ウォーンクリフ伯爵                      | カールトン子爵*                      |                                     |                                     |
| ケアンズ伯爵                            | ガーモイル子爵*                      |                                     |                                     |
| リットン伯爵                            | ネブワース子爵*                      |                                     |                                     |
| セルボーン伯爵                          | ウォルマー子爵*                      |                                     |                                     |
| イデスリー伯爵                          | セント・サイルス子爵*                |                                     |                                     |
| クランブルック伯爵                      | メドウェイ男爵*                      |                                     |                                     |
| クローマー伯爵                          | エリントン子爵*                      |                                     |                                     |
| プリマス伯爵                            | ウィンザー子爵*                      |                                     |                                     |
| リヴァプール伯爵                        | ホークスベリー子爵*                  |                                     |                                     |
| セント・アルドウィン伯爵                | ケニントン子爵                       |                                     |                                     |
| ビーティー伯爵                          | ボロデイル子爵*                      |                                     |                                     |
| ヘイグ伯爵                              | ダウィック子爵                       |                                     |                                     |
| アイヴァー伯爵                          | エルヴデン子爵*                      |                                     |                                     |
| バルフォア伯爵                          | トラップレイン子爵                   |                                     |                                     |
| オックスフォード＝アスキス伯爵          | アスキス子爵*                        |                                     |                                     |
| ジェリコー伯爵                          | ブロッカス子爵                       |                                     |                                     |
| インチケープ伯爵                        | グレナップ子爵*                      |                                     |                                     |
| ピール伯爵                              | クランフィールド子爵*                |                                     |                                     |
| ビュードリーのボールドウィン伯爵        | コーヴデール子爵*                    |                                     |                                     |
| ハリファックス伯爵                      | アーウィン男爵*                      |                                     |                                     |
| ガウリ伯爵                              | キャンベラのリヴァン子爵*            |                                     |                                     |
| ドワイフォーのロイド・ジョージ伯爵      | グウィネズ子爵*                      |                                     |                                     |
| ビルマのマウントバッテン伯爵            | ブラボーン男爵*                      |                                     |                                     |
| チュニスのアレクサンダー伯爵            | リドー男爵                           |                                     |                                     |
| スウィントン伯爵                        | マサム男爵*                          |                                     |                                     |
| アトリー伯爵                            | プレストウッド子爵                   |                                     |                                     |
| ウォールトン伯爵                        | ウォルバートン子爵                   |                                     |                                     |
| スノードン伯爵                          | リンリー子爵*                        |                                     |                                     |
| ストックトン伯爵                        | オーブンデンのマクミラン子爵*        |                                     |                                     |
| ウェセックス伯爵                        | セヴァーン子爵*                      |                                     |                                     |